# Drachen Fire
Drachen Fire sont d'anciennes montagnes russes assises du parc Busch Gardens Williamsburg, situées à Williamsburg, en Virginie, aux États-Unis.  Ouvertes en 1992, fermées en 1998 et finalement retirées en 2002, elles étaient de 45,7 mètres de hauteur et avaient une vitesse de pointe de 96,6 km/h.

## Historique

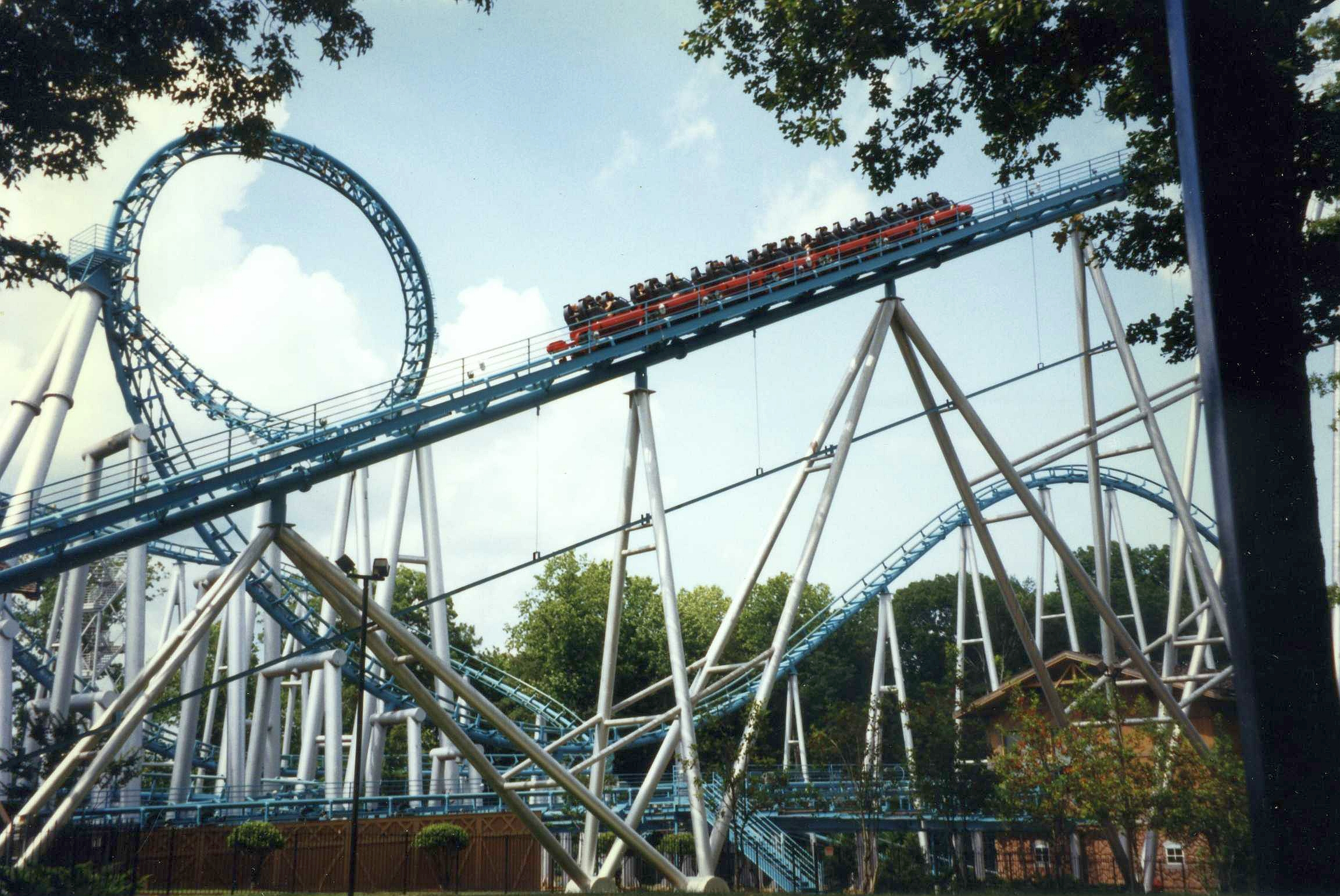
Train sur le lift.

Initialement, Drachen Fire devait être une création de Bolliger & Mabillard, les deux sociétés étant liées par un contrat. Il est dit que Busch Entertainment avait pris contact avec la jeune société pour la construction de deux montagnes russes assises destinées à ses deux parcs Busch Gardens, en Virginie et en Floride. Toutefois, B&M a été chargée de créer deux montagnes russes en position verticale pour Paramount Parks (Patriot à California's Great America et Vortex à Carowinds) et se prépare à l'ouverture des premières montagnes russes inversées au monde : Batman: The Ride à Six Flags Great America. Bolliger & Mabillard pouvait tenir les délais pour la construction des montagnes russes de Busch Gardens Tampa (nommées Kumba et ouvertes en 1993), mais pas pour le parc frère de Williamsburg. Busch a donc donné remis le contrat pour la construction de montagnes russes à Williamsburg à Arrow Dynamics, le concept à l'entreprise B&M est différent de tout ce qu'Arrow avait fait à ce jour. Ceci pourrait cependant avoir été attribué à l'évolution du design Arrow Dynamics. Un problème particulier, auquel la société a dû faire face, a été la conception du looping vertical autour du lift hill, un élément que B&M utilisera dans la conception de Kumba. Aussi, la disposition proposée par Arrow a été beaucoup trop grande et, par conséquent, ils ont essayé d'incorporer le tout dans une petite surface de configuration. Lorsque Drachen Fire a été achevé, il y avait six inversions, dont plusieurs éléments uniques tels un Wraparound Corkscrew au milieu du lift hill (première inversion), un Batwing (plus communément appelé un cobra roll),(deuxième et troisième inversion), et un cutback (cinquième inversion). Deux tire-bouchons, la quatrième et la sixième inversion sont venus compléter le parcours.
Officiellement, Arrow Dynamics a été engagé pour construire des montagnes russes qui comprenaient de nombreuses inversions et des éléments propres à ce qu'ils ont fait dans le passé.  La question de savoir si cela était dû à un précédent contrat avec B&M qui a abouti à cette entreprise beaucoup plus performante de la conception du projet ou tout simplement le résultat d'une longue conception/fabrication pour tenter quelque chose de nouveau est à ce jour inconnu pour certain. Toutefois, une chose est sure : le design est de B&M en ce qui concerne l'utilisation du cobra roll. Drachen Fire sont les seules des montagnes russes d'Arrow Dynamics à posséder cette inversion qui est vue sur de nombreux B&M, notamment Kumba à Busch Gardens Tampa. Une autre possibilité est que les tire-bouchons semblent s'entrelacer, un élément que B&M a utilisé sur Kumba et sur bien d'autres montagnes russes construites après. Le parcours a également un layout très similaire à ceux des montagnes russes de Bolliger & Mabillard, un changement de style dans les montagnes russes de Arrow Dynamics par rapport au style généralement utilisé. 

## Les problèmes
Dès le premier jour, Drachen Fire avait de nombreux problèmes qui ont abouti à faible achalandage. Tout d'abord, ses trains ont été une nouveauté, un style plus aérodynamique qui a fait plus de mal pour un trajet que les anciens, les trains standards. Au lieu de donner la liberté de mouvement, les passagers étaient aussi serrés que possible. Deuxièmement, Arrow a mal positionné le centre de gravité. En revanche, les montagnes russes B&M ont le centre de gravité placés sur une ligne du cœur. De plus, l'attraction a été placé à l'arrière du parc, avec seulement quelques attractions pour attirer le public.
En raison de plaintes concernant la rudesse de l'attraction, le premier tire-bouchon (inversion no 4), qui suivait immédiatement la zone de freinage, a été retiré après la saison 1994. Drachen Fire a continué à fonctionner sans incident jusqu'à ce qu'il ait mystérieusement fermé le 11 juillet 1998. Selon Larry Giles, Ingénieur en chef du parc, Drachen Fire n'avait toujours pas réussi à passer leurs normes sur les forces g maximales testées par des accéléromètres placés sur les trains, ce qui a conduit à la fermeture ultime de l'attraction. Pour le reste de la saison et pour les trois prochaines saisons, il était en sommeil bien que le parc ait tenté sans succès de vendre ces montagnes russes. Au cours de la période où l'attraction est restée en place sans ouvrir, le parc n'a pas conservé de signes marquant l'emplacement de Drachen Fire. Son entrée a été bloquée à partir des passerelles et de l'attraction elle-même effacée des cartes et brochures.
Un autre problème dont souffrait Drachen Fire était les transitions entre les éléments. Arrow Dynamics est connu pour avoir des transitions maladroites entre la voie et les éléments qui malmène ses passagers. Par exemple si un train prend la piste en étant mal serré (s'il y a un débattement entre les roues et le rail de roulement), passant d'une zone droite à un virage, en raison de la conception des roues, ces dernières ne touchent pas la piste à tout moment, provoquant des secousses désagréables dans le train. Les roues upstop de Arrow Dynamics (et de Vekoma) n'ont pas l'habitude de toucher les rails de roulement à moins que le train ne se déplace à travers une inversion. La marge d'erreur dans la construction de tronçons de voie était beaucoup plus grande lorsque Drachen Fire a été conçu et fabriqué que les normes d'aujourd'hui. Cela est dû au manque d'ordinateurs qui permettent des mesures et des calculs précis.
Un train fonctionne le jour de l'ouverture de la saison 2001, les essais ont été faits pour décider ou non de rouvrir pour la saison 2002. De nombreuses personnes ont espéré la réouverture de l'attraction qui n'a jamais été rouverte.  En février 2002, les rails ont été détruits et l'acier recyclé. La zone du circuit est maintenant Festhaus Park, et accueille des concerts majeurs. La gare et de la zone de stockage des trains sont des bâtiments encore utilisés aujourd'hui pour Howl-O-Scream ainsi qu'un domaine appelé Le NeverAfter contenant Grimm Hollows : Deadtime Stories, Tormented Tales et Beaten Path. La zone Beaten Path n'utilise pas les deux bâtiments, mais est plutôt un chemin à travers la région que les montagnes russes parcouraient autrefois.

## Statistiques
- Trains : 3 trains de 7 wagons. Les passagers sont placés par deux sur deux rangées pour un total de 28 passagers par train.
- Éléments : Wraparound Corkscrew de 36,6 m de hauteur / Cobra Roll (Batwing) / Cutback / Tire-bouchon (Corkscrew)
- Anecdote : Originellement construit avec 6 inversions, un diving corkscrew immédiatement suivi d'une zone de freinage a été retiré après la saison 1994.